# 盧知宣
卢知宣（1998年11月23日—），韓國女歌手，出生于韩国首尔特别市芦原区，2017年參加CJ E&M制作的選秀節目《偶像學校》，最後以第一名畢業，为fromis_9的中心、副唱、領舞。

## 早年生活
卢知宣于1998年11月23日出生于。在参加录制CJ E&M的偶像學校节目之前曾是The Music Works的练习生。

## 演艺生涯
2017年6月30日，CJ E&M公开了第二组参加偶像學校的学生名单，卢知宣名列其中。9月29日，在偶像学校最后一期节目中以第一名的成绩出道，得票数为71,834张，并将加入CJ E&M通过节目选出的九人女团fromis_9。作为在节目中取得最终第一名的奖励，卢知宣将在未来fromis_9的出道曲中担任中心位置，并担当其中的Killing Part，且出道专辑将发售印有其单独照片的特别版本。11月29日，卢知宣随fromis_9参加了2017年的MAMA日本场，并在该舞台上首次以fromis_9成员的身份表演了预出道曲《Glass Shoes》的舞台。
2018年1月8日，CJ E&M确认fromis_9将于同月24日出道。24日，卢知宣随fromis_9在首尔特别市中区的明洞新世界大厦举行出道舞台并正式出道，同日公开了出道专辑《To. Heart》的音源与MV。

## 綜藝/主持
| 日期                  | 播出平台 | 節目名稱                                              | 性質             |
| --------------------- | -------- | ----------------------------------------------------- | ---------------- |
| 2022/04/14~2022/06/30 | YouTube  | 갓생기획2/Good Life Plan第二季 （页面存档备份，存于） | 與DinDin共同主持 |

## 外部連結
- 盧知宣的Instagram帳戶